# Virginia Dare Monument
Le Virginia Dare Monument est un monument sur l'île Roanoke, dans le comté de Dare, en Caroline du Nord. Inaugurée le 24 novembre 1896, cette stèle en pierre naturelle commémore la colonie de Roanoke et Virginia Dare en particulier. Elle est protégée au sein du Fort Raleigh National Historic Site.